# 155
155（百五十五、ひゃくごじゅうご）は自然数、また整数において、154の次で156の前の数である。

## 性質
- 155 は合成数であり、約数は1, 5, 31 と 155 である。
  - 約数の和は192。
- 51番目の半素数である。1つ前は146、次は158。
- 1/155 = 0.0064516129032258… (下線部は循環節で長さは15)
  - 逆数が循環小数になる数で循環節が15になる5番目の数である。1つ前は124、次は186。
- 155 = 51 + 52 + 53
  - 5の自然数乗の和とみたとき1つ前は30、次は780。
  - a = 5 のときの a1 + a2 + a3 の値とみたとき1つ前は84、次は258。
  - 素数 p = 5 のときの p1 + p2 + p3 の値とみたとき1つ前は39、次は399。(オンライン整数列大辞典の数列 A181149)
- 155 = 52 + 72 + 92
  - 3連続奇数の平方和で表せる数である。1つ前は83、次は251。
  - n = 2 のときの 5n + 7n + 9n の値とみたとき1つ前は21、次は1197。(オンライン整数列大辞典の数列 A074575)
  - 155 = 32 + 52 + 112 = 52 + 72 + 92
    - 3つの平方数の和2通りで表せる36番目の数である。1つ前は154、次は158。(オンライン整数列大辞典の数列 A025322)
    - 異なる3つの平方数の和2通りで表せる20番目の数である。1つ前は154、次は158。(オンライン整数列大辞典の数列 A025340)
- 155 = 1 + 6 + 28 + 120
  - 倍積完全数の総和で表せる数である。1つ前は35、次は651。
- 各位の和が11になる13番目の数である。1つ前は146、次は164。
- 各位の立方和が251になる最小の数である。次は236。(オンライン整数列大辞典の数列 A055012)
  - 各位の立方和が n になる最小の数である。1つ前の250は55、次の252は1155。(オンライン整数列大辞典の数列 A165370)
- 155 = 33 + 43 + 43
  - 3つの正の数の立方数の和1通りで表せる23番目の数である。1つ前は153、次は160。(オンライン整数列大辞典の数列 A025395)
- 155 = 122 + 12 − 1 = 132 − 13 − 1
  - n = 12 のときの n2 + n − 1 の値とみたとき1つ前は131、次は181。(オンライン整数列大辞典の数列 A028387)
- 155 = 182 − 169
  - n = 18 のときの n2 − 132 の値とみたとき1つ前は120、次は192。(オンライン整数列大辞典の数列 A132768)

## その他 155 に関連すること
- 西暦155年
- 第155代ローマ教皇はニコラウス2世（在位：1058年12月6日～1061年7月26日）である。
- イタリア・アルファロメオの自動車、アルファロメオ・155
- 国鉄155系電車は修学旅行用に使用されていた。
- 155 × 10−2 = 1.55 は {\displaystyle {\sqrt[{\pi }]{4}}} の近似値である。(オンライン整数列大辞典の数列 A117191)
- 明治、大正、昭和、平成の最終年の合計は155である。
  - 45 + 15 + 64 + 31 = 155
- 1997年7月1日香港の統治権が英国から中華人民共和国へ返還された。英国の統治期間は1842年の清国との南京条約での割譲から155年間だった。